# Tarnowskie Góry (stacja kolejowa)
Tarnowskie Góry – stacja kolejowa w Tarnowskich Górach, w województwie śląskim, w Polsce. Według klasyfikacji PKP ma kategorię dworca aglomeracyjnego.

## Ruch pasażerski
| Rok  | Wymiana roczna | Wymiana pasażerska na dobę | miejsce w Polsce |
| ---- | -------------- | -------------------------- | ---------------- |
| 2017 |                | 700-999                    |                  |
| 2018 |                | 700-999                    |                  |
| 2019 | 402 000        | 1 100                      |                  |
| 2020 | 476 000        | 1 300                      |                  |
| 2021 | 511 000        | 1 400                      |                  |
| 2022 |                | 1 600                      |                  |

## Dworzec

### Stary dworzec
Tarnowskie Góry dysponowały połączeniem kolejowym już od 1854 roku. Dawny budynek dworcowy nie wystarczał jednak dla potrzeb wzmagającego się z roku na rok ruchu pociągowego. Pod koniec XIX wieku każdego dnia odchodziło z Tarnowskich Gór 100 pociągów, na kolei zatrudnionych było 200 urzędników i 300 robotników. Po upaństwowieniu linii kolejowych przystąpiono do przebudowy dworca.

### Budowa
Wzniesiono wtedy obszerną halę dworcową (wedle planów Roberta Honscha, twórcy, m.in. kamienic na wrocławskim Rynku) i przebudowano całe jej otoczenie. Nowy obiekt oddany został do użytku 15 października 1888 roku. Całość prac modernizacyjnych kosztowała 145 tysięcy reichsmarek.

### Architektura
Powstał dwukondygnacyjny budynek w stylu neorenesansowym, z cegły, na kamiennym cokole. W rondach w drugiej kondygnacji fasady umieszczono herby Wrocławia, Tarnowskich Gór oraz Królestwa Prus (obecnie w jego miejscu jest herb Polski). Wejście zwieńczone jest attyką z półkolistymi okazało się kolejne powiększenie budynku dworcowego. W 1960 roku dokonano zupełnej przebudowy jego wnętrza na styl socrealistyczny.
Budynek tarnogórskiego dworca kolejowego figuruje w gminnej ewidencji zabytków miasta Tarnowskie Góry.